# Fisketjärnen (Grums socken, Värmland)
Fisketjärnen är en sjö i Grums kommun i Värmland och ingår i Göta älvs huvudavrinningsområde. Sjön är 8 meter djup, har en yta på 0,329 kvadratkilometer och är belägen 81,1 meter över havet. Sjön avvattnas av vattendraget Malsjöån.

## Delavrinningsområde
Fisketjärnen ingår i det delavrinningsområde (659420-134466) som SMHI kallar för Utloppet av Långsjön. Medelhöjden är 81 meter över havet och ytan är 41,5 kvadratkilometer. Det finns inga avrinningsområden uppströms utan avrinningsområdet är högsta punkten. Malsjöån som avvattnar avrinningsområdet har biflödesordning 4, vilket innebär att vattnet flödar genom totalt 4 vattendrag innan det når havet efter 268 kilometer. Avrinningsområdet består mestadels av skog (64 procent) och jordbruk (15 procent). Avrinningsområdet har 4,53 kvadratkilometer vattenytor vilket ger det en sjöprocent på 10,9 procent.